# .264 Winchester Magnum
.264 Winchester Magnum — винтовочный патрон, представленный компанией Winchester Repeating Arms Company в 1959 году вместе с .338 Winchester Magnum и .458 Winchester Magnum под винтовку Winchester Model 70 Westerner. Создавался для эффективной стрельбы на большие дистанции, был стандартизирован SAAMI. Среди его недостатков отмечается высокое давление, что приводит к быстрому износу ствола.